# Grzegorz Lewandowski (fotograf)
Grzegorz Lewandowski (ur. 1964 w Gdańsku) – polski artysta fotograf, uhonorowany tytułami Artiste FIAP (AFIAP), Excellence FIAP (EFIAP), Excellence FIAP Bronze (EFIAP/b), Excellence FIAP Silver (EFIAP/s), Excellence FIAP Gold (EFIAP/g), Excellence FIAP Platinum (EFIAP/p). Członek rzeczywisty i Artysta Fotoklubu Rzeczypospolitej Polskiej Stowarzyszenia Twórców (AFRP).

## Życiorys
Grzegorz Lewandowski jest absolwentem Państwowego Liceum Sztuk Plastycznych w Gdyni Orłowie (fotografia artystyczna). Przyjęty do Wyższego Studium Fotografii przy Związku Polskich Artystów Fotografików. Związany z trójmiejskim środowiskiem fotograficznym – mieszka, pracuje i tworzy w Sopocie, gdzie prowadzi własny zakład fotograficzny FotoSopot. Fotografuje od końca lat 70. XX wieku. Był członkiem rzeczywistym oraz członkiem zarządu Gdańskiego Towarzystwa Fotograficznego. Miejsce szczególne w jego twórczości zajmuje fotografia krajobrazowa – w dużej części poświęcona pejzażom Morza Bałtyckiego oraz Słowińskiego Parku Narodowego. Zdecydowana większość jego bałtyckich fotografii powstaje przy zastosowaniu długich czasów ekspozycji. Wiele jego fotografii powstało w Norwegii, Islandii, Toskanii i na Morawach.
W 2012 roku został przyjęty w poczet członków rzeczywistych Fotoklubu Rzeczypospolitej Polskiej Stowarzyszenia Twórców (legitymacja nr 339).
Grzegorz Lewandowski publikował swoje fotografie między innymi w specjalistycznej prasie fotograficznej – w magazynach Digital Camera Polska, Digital Photographer Polska, Foto Kurier. Jest autorem i współautorem wielu wystaw fotograficznych; indywidualnych, zbiorowych, pokonkursowych. Brał aktywny udział w Międzynarodowych Salonach Fotograficznych, organizowanych (m.in.) pod patronatem FIAP, zdobywając wiele akceptacji, medali, nagród, wyróżnień, dyplomów, listów gratulacyjnych. 
Pokłosiem udziału w Międzynarodowych Salonach Fotograficznych (pod patronatem FIAP) było przyznanie mu (w 2019 roku) tytułu honorowego Artiste FIAP (AFIAP), (w 2020 roku) tytułu Excellence FIAP (EFIAP), w 2021 tytułu Excellence FIAP Bronze (EFIAP/b), w 2022 Excellence FIAP Silver (EFIAP/s), w 2023 Excellence FIAP Gold (EFIAP/g), w 2024 Excellence FIAP Platinum (EFIAP/p) – przez Międzynarodową Federację Sztuki Fotograficznej FIAP (z siedzibą w Luksemburgu).